# Jutta Maria Fries
Jutta Maria Fries (* vor 1975 in Bochum) ist eine deutsche Opern-, Konzert- und Liedsängerin (Sopran).

## Leben
Jutta Maria Fries studierte Gesang bei Carl-Heinz Müller an der Hochschule für Musik und Theater in Hannover. 1999 erhielt sie ihr Diplom als Opernsängerin und 2002 schloss sie ihr Studium mit dem Konzertexamen ab. Weitere Studien und Meisterkurse absolvierte sie bei Krisztina Laki. 1999 war sie Stipendiatin der Richard-Wagner-Stiftung.
Von 2003 bis 2007 war Jutta Maria Fries Ensemblemitglied des Landestheaters Detmold, wo sie sich ein breit gefächertes Repertoire erarbeitete. Sie sang unter anderem die Fiordiligi (Così fan tutte), die Donna Anna (Don Giovanni), die Frau Fluth (Die lustigen Weiber von Windsor), die Gretel (Hänsel und Gretel), die Marie (Die verkaufte Braut), die Agathe (Der Freischütz), die Rosalinde (Die Fledermaus) und die Helena (Ein Sommernachtstraum).
Ihr Repertoire umfasst unter anderem die Passionen und Kantaten von Johann Sebastian Bach, die Oratorien von Georg Friedrich Händel, Joseph Haydn und Felix Mendelssohn Bartholdy, die Messen von Wolfgang Amadeus Mozart, Ludwig van Beethoven, Gioachino Rossini und Anton Bruckner, Ein deutsches Requiem von Johannes Brahms, Golgotha von Frank Martin sowie Lieder, unter anderem von Franz Schubert, Clara Schumann, Robert Schumann und Richard Strauss. 
2004 und 2006 sang sie im Rahmen der Festwochen Herrenhausen die Donna Anna und 2015 im Festspielchor der Bayreuther Festspiele.

## Repertoire (Auswahl)

### Konzert
- Johann Sebastian Bach: Weihnachtsoratorium, Johannespassion, Matthäuspassion, Lutherischen Messen (F-Dur, g-Moll, A-Dur), Kantaten, Messen
- Georg Friedrich Händel: Messias
- Wolfgang Amadeus Mozart: Requiem, Krönungsmesse, Grosse Messe c-Moll, Messen
- Joseph Haydn: Schöpfung, Jahreszeiten, Nelson-Messe
- Frank Martin: Golgotha

### Oper/Operette
- Così fan tutte: Fiordiligi, deutsch
- Die Walküre: Ortlinde
- Don Giovanni: Donna Anna (deutsch und italienisch)
- Der Zwerg (Alexander von Zemlinsky): Infantin Donna Clara
- Wiener Blut: Gräfin Zedlau
- Die Fledermaus: Rosalinde
- Das Land des Lächelns: Lisa
- Acis and Galatea: Galatea  (englisch/konzertant)